# Сом Солдатова
Сом Солдатова (Silurus soldatovi) — вид сомів, родини сомових (Siluridae). Є ендеміком басейну Амуру. Прісноводна демерсальна риба. Сягає 4 м завдовжки і 40 кг ваги.